# Medicotekniker
En medicotekniker er typisk en elektronikmekaniker/-fagtekniker eller radio-/tv mekaniker/-tekniker, der sikrer, at medicinsk udstyr er vedligeholdt, konfigureret korrekt, og sikkert funktionel.
Medicoteknikere er ansat af hospitaler, klinikker, private virksomheder og militæret. Medicoteknikere installerer, efterser, vedligeholder, reparerer, kalibrerer, ændrer og designer biomedicinsk udstyr og støttesystemer til at overholde medicinske standardretningslinjer. Medicoteknikere uddanner og rådgiver personale på teorien om drift, fysiologiske principper, og sikker klinisk anvendelse af biomedicinsk udstyr.